# Swami Janakananda
 Der er for få eller ingen kildehenvisninger i denne artikel, hvilket er et problem. Du kan hjælpe ved at angive troværdige kilder til de påstande, som fremføres i artiklen.

Swami Janakananda Saraswati er en dansk yogalærer og forfatter. Han er også grundlægger og pædagogiske leder af Skandinavisk Yoga og Meditationsskole. Han er arkitekten bag kurserne på Håå Kursuscenter, hvor han lever, underviser og uddanner lærere. 
Han blev født i København i 1939 af danske forældre, og hed oprindelig Jørgen. Allerede som barn lærte han nogle få enkle yogaøvelser. Som 14-årig gik han i snedkerlære, og som 19‑årig blev han klar over at han ville være yogi og begyndte at praktisere yoga på egen hånd. 
Fra 1962 til 1965 var han med i en pantomimegruppe i København, og lærte gennem intensiv træning at anvende den fysiske yoga som et grundlag for kreativ udfoldelse og koncentration. Fra 1965 til 1968 fulgte en periode, hvor han brugte mere og mere tid på yogaen. Fra 1968 til 1970 var han hos Swami Satyananda i Indien.